# Lenguas fino-bálticas
Las lenguas fino-bálticas o balto-fínicas que se hablan en torno al mar Báltico por unos 7 millones de personas, pertenecen a una rama de la familia de las lenguas urálicas.
Los principales representantes modernos de las lenguas fino-bálticas son el finés y el estonio, las lenguas oficiales de sus respectivos estados. Las otras lenguas en la región del Mar Báltico son el ingrio, el carelio, el livonio, el ludic, el vepsio, y el vótico, que se habla alrededor del golfo de Finlandia y los lagos Onega y Ladoga. El võro y el seto (descendientes modernos del histórico estonio del sur) se hablan en el sureste de Estonia y Livonia.
Las lenguas balto-finesas forman un grupo muy estrecho, haciendo que su clasificación interna resulte extremadamente difícil. El estonio y el finés representan los extremos de este grupo. Las lenguas carelia, ingria y vepsia se encuentran más cerca del segundo que del primero. El votio se encuentra en un lugar intermedio y el livonio más cercano al estonio.
Para distinguir entre las lenguas próximas al finés y próximas al estonio, podemos fijarnos en la extensión de las vocales y consonantes finales; en finés se retienes mientras que en estonio se pierden.
Las lenguas más pequeñas están desapareciendo. En el siglo XX, tanto el livonio como el vótico tenían menos de 100 hablantes. Otros grupos de los que hay registros desaparecieron hace mucho tiempo.
El meänkieli (en el norte de Suecia) y el kven (en el norte de Noruega) son dialectos finlandeses, y los países escandinavos Suecia y Noruega les han dado un estatus legal como  lenguas independientes. Estos dos dialectos son mutuamente inteligibles con el finés.

## Características generales
No hay género gramatical en las lenguas fino-bálticas, tampoco artículos, ni formas definidas o indefinidas.
La morfofonología (la forma en que la función gramatical de un morfema afecta a su construcción) es compleja. Uno de los procesos más importantes es la característica alteración consonántica. Dos tipos de alteraciones se producen: la alteración del radical y del sufijo, que afectan a las oclusivas /k/, /t/ y /p/. Se trata de un proceso de lenición, donde se cambia la consonante por una forma más "débil" en algunos (pero no todos) casos oblicuos. Para las consonantes simples, el proceso se complica enormemente y los resultados varían según las zonas. La armonía vocálica (perdida en el estonio) también es un proceso importante.
Una característica especial de estas lenguas es el gran número de diptongos. Hay 16 diptongos en el finés y 25 en el estonio.

### Comparación léxica

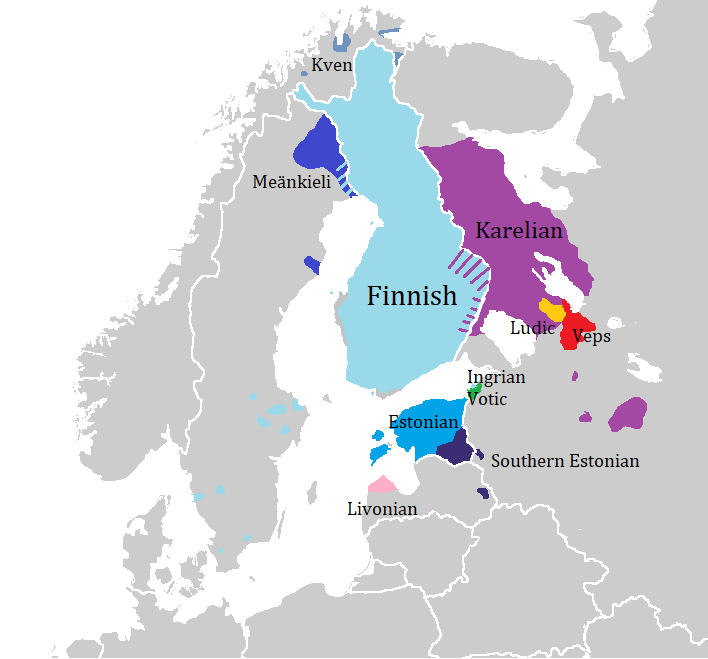
Lenguas baltofínicas incluyendo lenguas regionales desaparecidas.

Los numerales en diferentes vareidades lingüísticas balto-fínicas son:
| GLOSA | Balto-fínico septentrional | Balto-fínico septentrional | Balto-fínico septentrional | Balto-fínico septentrional | Balto-fínico septentrional | Balto-fínico meridional | Balto-fínico meridional | Balto-fínico meridional | PROTO- BALTO-FÍNICO |
| GLOSA | Finés                      | Ingrio                     | Karelio                    | Livvi                      | Veps                       | Estonio                 | Livonio                 | Vótico                  | PROTO- BALTO-FÍNICO |
| ----- | -------------------------- | -------------------------- | -------------------------- | -------------------------- | -------------------------- | ----------------------- | ----------------------- | ----------------------- | ------------------- |
| '1'   | ʔyksi yksi                 | yks                        | yksʲi                      | yksi                       | yksʲ                       | yks                     | ikʃ                     | yksi                    | *ykci               |
| '2'   | ˈkɑksi kaksi               | kaks                       | kakʃi                      | kaksi                      | kaksʲ                      | kaks                    | kakʃ                    | kahsi                   | *kakci              |
| '3'   | ˈkɔlme kolme               | kold̥                       | kolme                      | kolme                      | kuːme                      | kolm                    | kŭol.m                  | këɬmëd                  | *kolme              |
| '4'   | ˈneljæ neljä               | neljæ                      | nʲeljːæ                    | nelːi                      | nʲeliʲː                    | neli                    | neːlʲa                  | nelːæ                   | *neljä              |
| '5'   | ˈviːsi viisi               | viːz̥                       | viːzʲi                     | viːzi                      | vʲiʒ                       | viːs                    | viːʃ                    | viːsi                   | *viici              |
| '6'   | ˈkuːsi kuusi               | kuːz̥                       | kuːʒi                      | kuːzi                      | kuzʲ                       | kuːs                    | kuːʃ                    | kuːsi                   | *kuuci              |
| '7'   | ˈseiʦeˌmæn seitsemän       | seiʦemæn                   | ʃeitʲːʃʲimen               | seiʦːie                    | sʲiːʧeme                   | seitse                  | seis                    | seitseː                 | *säićen             |
| '8'   | ˈkɑhdekˌsɑn kahdeksan      | kaheksan                   | kahekʃan                   | kaheksa                    | kahesa                     | kahe.ksa                | kɔːʔdəks                | kahësaː                 | *kah-(dekʃan)       |
| '9'   | ˈʔyhdekˌsæn yhdeksän       | yheksæn                    | yhekʃæn                    | yheksä                     | yhesa                      | yhe.ksa                 | iːʔdəks                 | yhesæː                  | *yh-(dekʃan)        |
| '10'  | ˈkymːeˌnen kymmenen        | kymːenæn                   | kymːenen                   | kymːene                    | kʲymne                     | kymːe                   | kimː                    | ʧymːeː                  | *kymmen             |
El morfema *dekʃan se considera un préstamo del proto-indoeuropeo *deḱm 'diez', ya que la palabra proto-urálica para 'diez' tenía una forma diferente.